# Жан-Мішель Ґенассія
Жан-Мішель Ґенассія (фр. Jean-Michel Guenassia; нар. 1950, Алжир) — французький письменник та сценарист, лауреат Ґонкурівської премії ліцеїстів (2009) за книгу «Клуб невиправних оптимістів».

## Життєпис
Жан-Мішель Ґенассія народився у 1950 році в Алжирі. Навчався в Англії. Працював адвокатом близько шести років. У 1980-ті та 1990-ті — сценаристом, писав сценарії телесеріалів.
У 1986 році опублікував детективну книгу, втім сам своїм дебютом у літературі вважає — «Клуб невиправних оптимістів», яка одразу ж після публікації у 2009 році, відзначена Ґонкурівською премією ліцеїстів. Наступного року книга була відзначена премією «Наш час» (фр. Our Time).
У 2012 році опублікував свій другий роман — «Дивовижне життя Ернесто Ґ». Потім вийшли книги «Обмани-Смерть» (2015) та «Вальс дерев та неба» (2016).
Жан-Мішель Ґенассія пише для телебачення і театру.

### Переклади українською
- Жан-Мішель Ґенассія. Клуб невиправних оптимістів. Переклад з французької: Анастасія Шведик. Харків. Видавництво: Віват. 2017. ст: 640. ISBN 978-966-942-117-3[2]